# Nvidia-GeForce-40-Serie

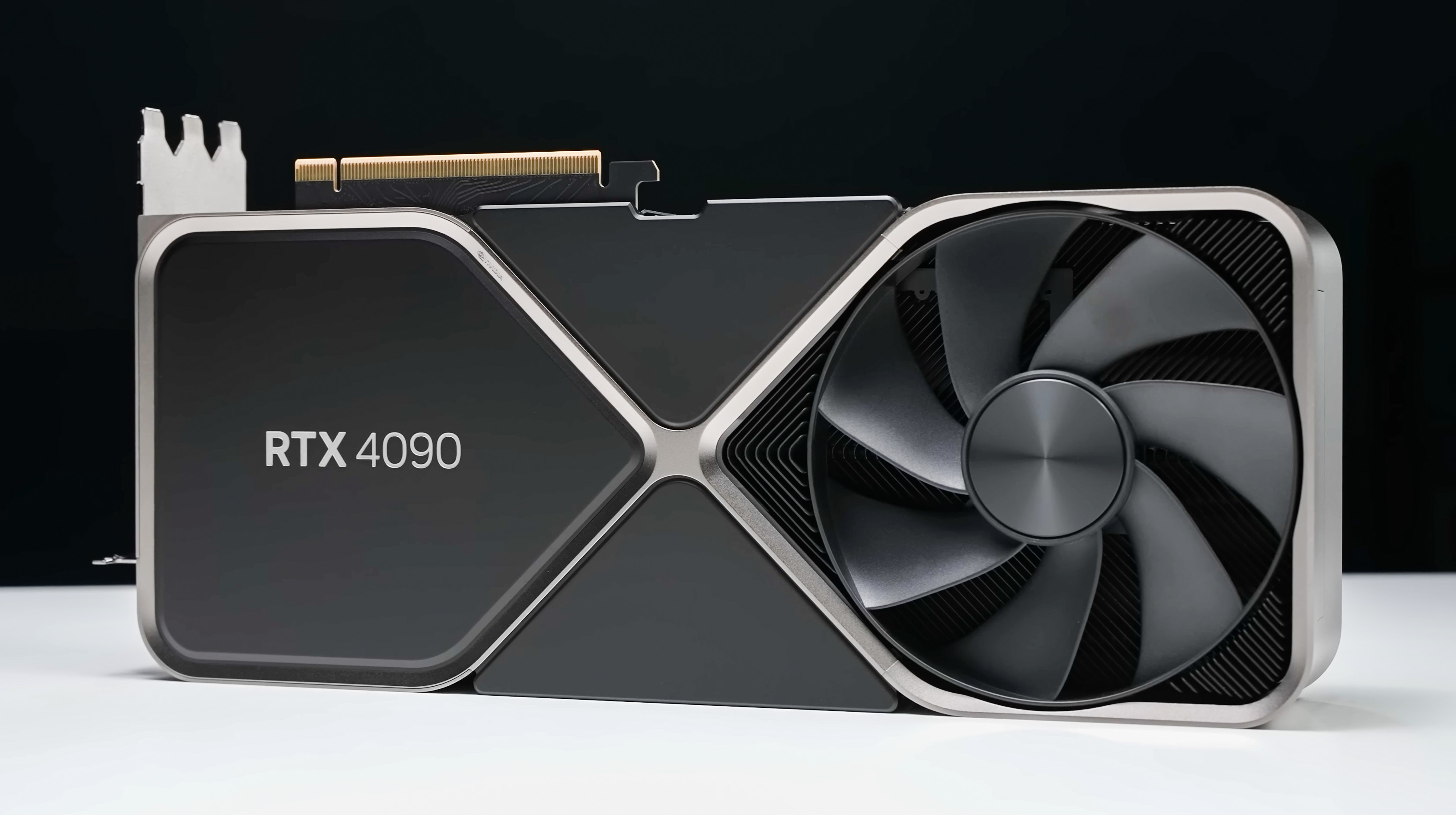
Das Flaggschiffmodell der Serie, die Nvidia GeForce RTX 4090, in der Founders Edition

Die GeForce-40-Serie ist eine Serie von Grafikkarten des Unternehmens Nvidia und Nachfolger der GeForce-30-Serie. Alle Grafikprozessoren basieren auf der Lovelace-Architektur, benannt nach der britischen Mathematikerin Ada Lovelace, und unterstützen das Shadermodell 6.6 nach DirectX 12 Ultimate. Die ersten Grafikkarten wurden von Nvidia im Rahmen der GTC 2022 am 20. September 2022 offiziell vorgestellt.
Die ersten Modelle der Nachfolger-Reihe Nvidia-GeForce-50-Serie wurden am 6. Januar 2025 vorgestellt.

## Beschreibung
Die ersten Grafikkarten der GeForce-40-Serie wurden im Rahmen der GTC 2022 am 20. September 2022 offiziell vorgestellt, wobei es sich um die GeForce RTX 4090, sowie zwei Modelle der GeForce RTX 4080 handelte. Nachdem die Vorgänger bei Samsung produziert wurden, kehrte Nvidia nun wieder zu TSMC zurück. Die Grafikprozessoren werden bei TSMC im 4N-Fertigungsprozess hergestellt, wobei es sich um einen für Nvidia angepassten 5-nm-Prozess handelt.
Als erste Grafikkarte der GeForce-40-Serie kam die GeForce RTX 4090 am 12. Oktober 2022 auf den Markt. Diese nutzt den AD102-300-A1-Grafikprozessor, welcher auf der Karte teildeaktiviert ist. So sind nur 128 der 144 Shader-Cluster aktiv und der L2-Cache ist von 96 auf 72 MiB reduziert worden. In dieser Spezifikation erreicht die GeForce RTX 4090 in 4K-Anwendungen eine 60 % bis 70 % höhere Leistung gegenüber der GeForce RTX 3090 Ti.
Am 28. Dezember 2023 stellte Nvidia die GeForce RTX 4090D exklusiv für den chinesischen Markt vor, wobei es sich um eine leistungsreduzierte Version der normalen GeForce RTX 4090 handelt. Hintergrund dieser Präsentation sind verschärfte US-Sanktionen für Hochtechnologie und Halbleiter gegenüber China, bei welcher die maximal zulässige Rechenleistung im sogenannten TPP-Rating auf 4800 Punkte beschränkt wird.

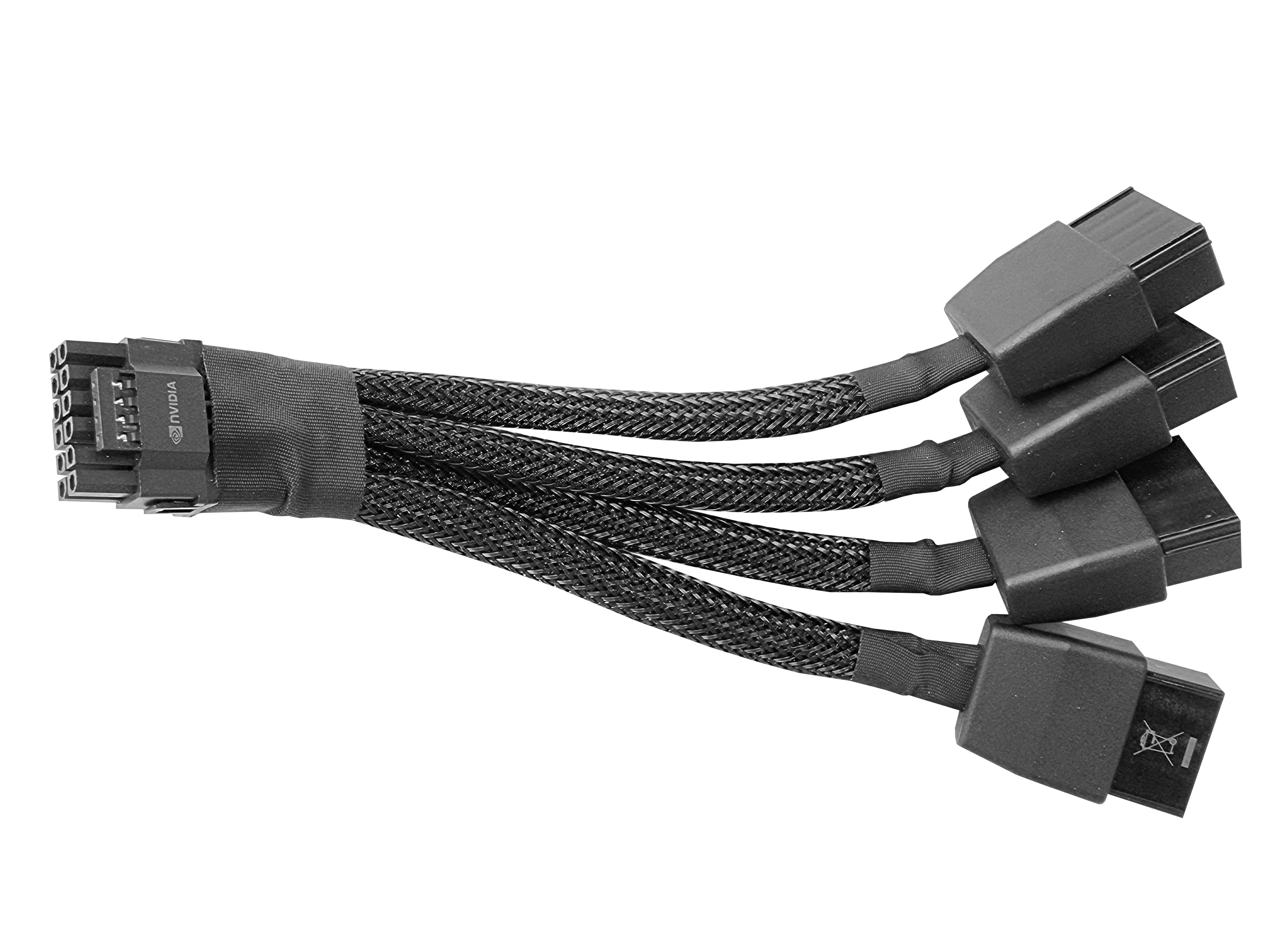
12VHPWR-Stecker der RTX 4090

Bei der Vorstellung der GeForce RTX 4080 präsentierte Nvidia diese in zwei Modellen: ein 16-GiB-Modell auf Basis des AD103-300-A1, sowie ein 12-GiB-Modell, welches den AD104-400-A1-Grafikprozessor nutzt. Dieser Umstand sorgte für massive Kritik, da beide Modelle erheblich unterschiedliche Leistungswerte aufwiesen, weshalb die Verwendung desselben Verkaufsnamens als irreführend angesehen wurde. Auch der deutlich gestiegene Listenpreis von 1199 US$ (16-GiB-Modell) bzw. 899 US$ (12-GiB-Modell) gegenüber 699 US$ bei der GeForce RTX 3080 sorgte für Kritik. Als Folge der Kritik zog Nvidia das 12-GiB-Modell noch vor dem geplanten Verkaufsstart wieder zurück.
Bei der GeForce RTX 4060 und 4060 Ti ist zu beachten, dass diese nur über 8 Lanes verfügt, im Gegensatz zu allen vorherigen 60er-Modellen.

## Ada-Lovelace-Architektur

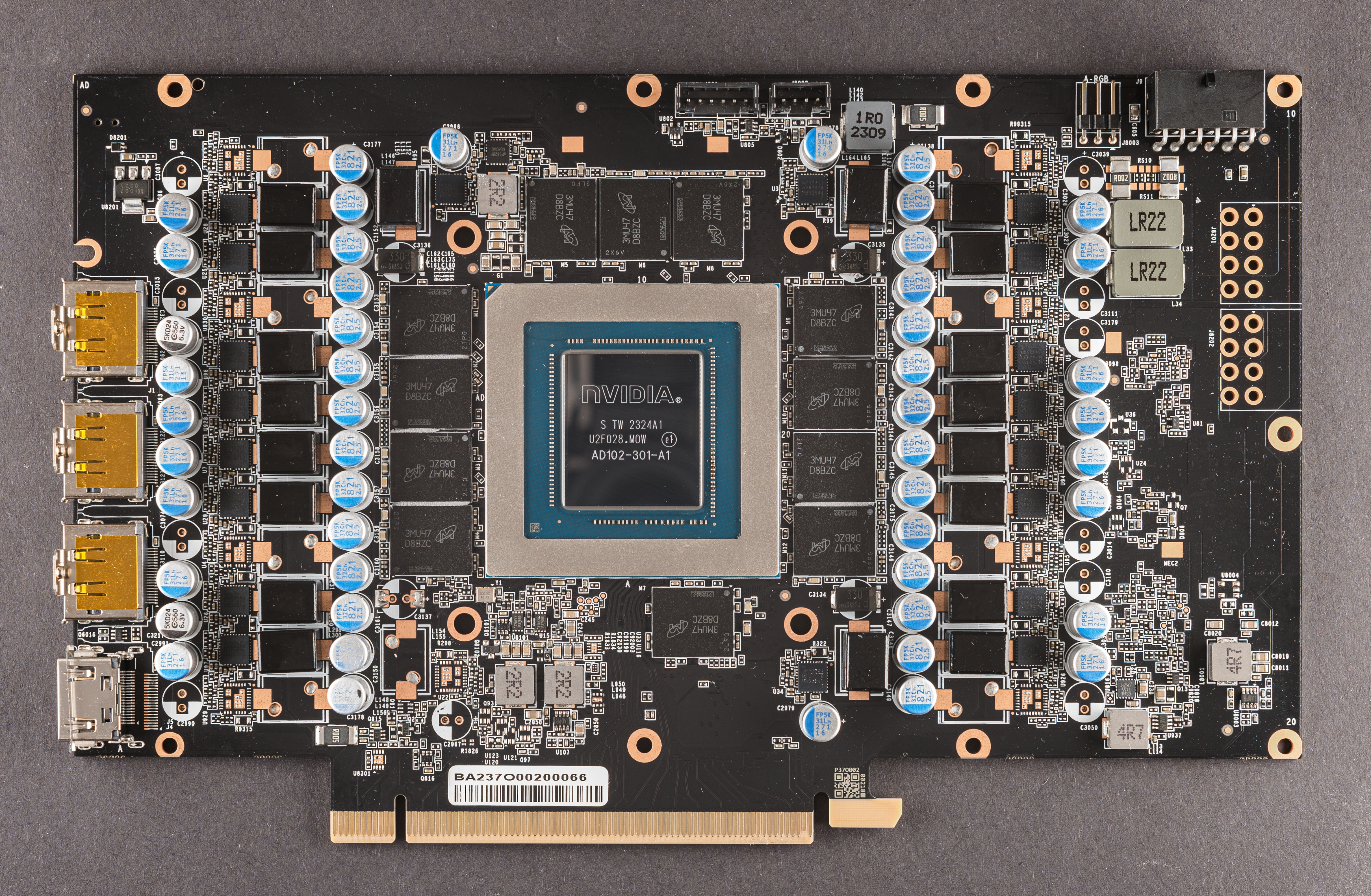
Aufbau und Verteilung der Bauteile auf einer RTX 4090

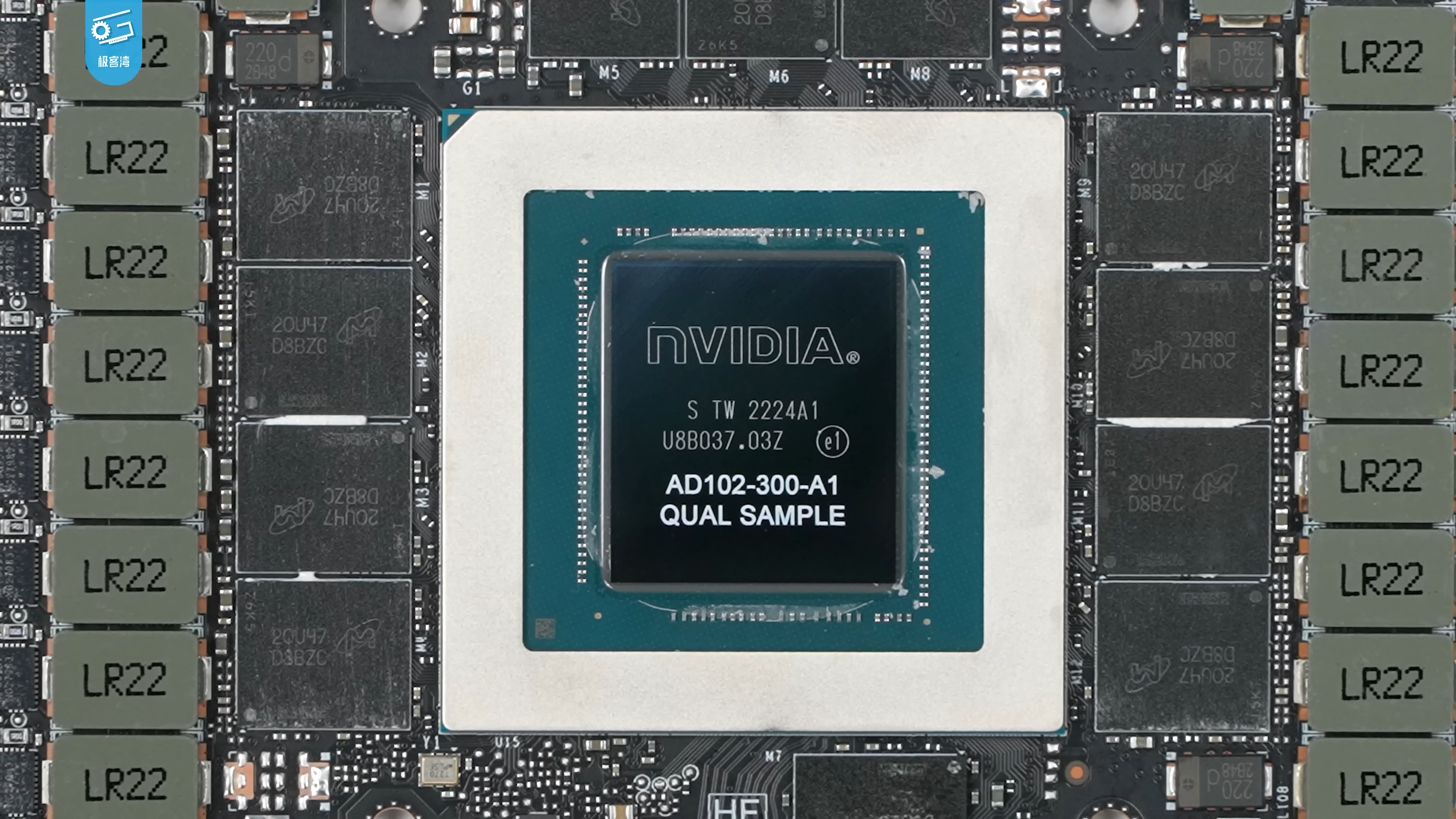
Nahansicht des Grafikprozessors einer RTX 4090

Die Ada-Lovelace-Architektur ist die direkte Weiterentwicklung der Ampere-Architektur, deren eigentlicher Aufbau nicht verändert wurde. Nach wie vor sind die Grafikprozessoren in Graphics-Processing-Cluster (GPC) gegliedert, die teilweise auch als Raster-Engines bezeichnet werden. Jeder GPC besteht aus 6 Texture-Processing-Cluster (TPC), welche allerdings teilweise deaktiviert sein können. Ein TPC besteht dabei aus zwei Shader-Clustern, welche von Nvidia als Streaming-Multiprozessoren (SM) bezeichnet werden. Dabei sind jedem SM folgende Einheiten zugeordnet:
- 64 FP32-Einheiten für 32-Bit-Gleitkomma-Zahlen
- 64 Dual-Use FP32/INT32-Einheiten für 32-Bit-Gleitkomma-Zahlen oder für 32-Bit-Ganzzahlen
- 2 FP64-Einheiten für 64-Bit-Gleitkomma-Zahlen
- 4 Textureinheiten
- 16 Load/Store-Einheiten
- 16 Special-Function-Units
- 4 Tensoreinheiten (4. Generation)
- 1 Raytracing-Einheit (3. Generation)

Während der L2-Cache bei Ada-Lovelace erheblich vergrößert wurde (von 6 MB beim GA102 auf 96 MB beim AD102), blieb der L1-Cache pro SM unverändert bei 128 KB.
Bei der Präsentation der neuen Ada-Lovelace-Architektur legte Nvidias Marketing den Fokus auf DLSS 3. Die dritte Hauptversion des KI-gestützten Upsamplings führt eine sogenannte Frame Generation ein. Das zusätzliche Feature erzeugt zwischen jedem nativen Frame noch einen zusätzlichen KI-gestützt erzeugten Frame.

## Datenübersicht

### Grafikprozessoren
| Grafik- chip | Fertigung | Fertigung      | Fertigung   | Einheiten | Einheiten      | Einheiten      | Einheiten      | Einheiten         | Einheiten     | Einheiten | L2- Cache | API-Support | API-Support | API-Support | API-Support | API-Support | Video- pro- zessor | Bus- Schnitt- stelle |
| Grafik- chip | Pro- zess | Transis- toren | Die- Fläche | ROPs      | Unified-Shader | Unified-Shader | Unified-Shader | Textur- einheiten | Tensor- kerne | RT- Kerne | L2- Cache | DirectX     | OpenGL      | OpenCL      | CUDA        | Vulkan      | Video- pro- zessor | Bus- Schnitt- stelle |
| Grafik- chip | Pro- zess | Transis- toren | Die- Fläche | ROPs      | GPC            | SM             | ALUs           | Textur- einheiten | Tensor- kerne | RT- Kerne | L2- Cache | DirectX     | OpenGL      | OpenCL      | CUDA        | Vulkan      | Video- pro- zessor | Bus- Schnitt- stelle |
| ------------ | --------- | -------------- | ----------- | --------- | -------------- | -------------- | -------------- | ----------------- | ------------- | --------- | --------- | ----------- | ----------- | ----------- | ----------- | ----------- | ------------------ | -------------------- |
| AD102        | TSMC N4   | 76,3 Mrd.      | 609 mm²     | 192       | 12             | 144            | 18432          | 576               | 576           | 144       | 96 MiB    | 12.2        | 4.6         | 3.0         | 8.9         | 1.3         | VP12               | PCIe 4.0 ×16         |
| AD103        | TSMC N4   | 45,9 Mrd.      | 379 mm²     | 112       | 07             | 080            | 10240          | 320               | 320           | 080       | 64 MiB    | 12.2        | 4.6         | 3.0         | 8.9         | 1.3         | VP12               | PCIe 4.0 ×16         |
| AD104        | TSMC N4   | 35,8 Mrd.      | 295 mm²     | 080       | 05             | 060            | 07680          | 240               | 240           | 060       | 48 MiB    | 12.2        | 4.6         | 3.0         | 8.9         | 1.3         | VP12               | PCIe 4.0 ×16         |
| AD106        | TSMC N4   | 22,9 Mrd.      | 190 mm²     | 048       | 03             | 036            | 04608          | 144               | 144           | 036       | 32 MiB    | 12.2        | 4.6         | 3.0         | 8.9         | 1.3         | VP12               | PCIe 4.0 ×8          |
| AD107        | TSMC N4   | 18,9 Mrd.      | 146 mm²     | 032       | 02             | 024            | 03072          | 096               | 096           | 024       | 32 MiB    | 12.2        | 4.6         | 3.0         | 8.9         | 1.3         | VP12               | PCIe 4.0 ×8          |

### Desktop-Modelldaten
| Marke \| Modell | Marke \| Modell | Offizieller Launch | Grafikprozessor (GPU) | Grafikprozessor (GPU) | Grafikprozessor (GPU) | Grafikprozessor (GPU) | Grafikprozessor (GPU) | Grafikprozessor (GPU) | Grafikprozessor (GPU) | Grafikprozessor (GPU) | Grafikprozessor (GPU) | Grafikspeicher  | Grafikspeicher | Grafikspeicher      | Grafikspeicher              | Leistungsdaten          | Leistungsdaten          | Leistungsdaten | Leistungsdaten | Leistungsaufnahme | Leistungsaufnahme | Leistungsaufnahme |
| Marke \| Modell | Marke \| Modell | Offizieller Launch | Typ                   | Aktive Einheiten      | Aktive Einheiten      | Aktive Einheiten      | Aktive Einheiten      | Aktive Einheiten      | Aktive Einheiten      | Chiptakt              | Chiptakt              | Speicher- größe | Speicher- takt | Speicher- interface | Speicher- bandbreite (GB/s) | Rechenleistung (TFlops) | Rechenleistung (TFlops) | Füllrate       | Füllrate       | MGCP              | Messwerte         | Messwerte         |
| Marke \| Modell | Marke \| Modell | Offizieller Launch | Typ                   | ROPs                  | SM                    | ALUs                  | Textur- einheiten     | Tensor- kerne         | RT- Kerne             | Basis (MHz)           | Boost (MHz)           | Speicher- größe | Speicher- takt | Speicher- interface | Speicher- bandbreite (GB/s) | Rechenleistung (TFlops) | Rechenleistung (TFlops) | Pixel (GP/s)   | Texel (GT/s)   | MGCP              | Idle              | 3D- Last          |
| Marke \| Modell | Marke \| Modell | Offizieller Launch | Typ                   | ROPs                  | SM                    | ALUs                  | Textur- einheiten     | Tensor- kerne         | RT- Kerne             | Basis (MHz)           | Boost (MHz)           | Speicher- größe | Speicher- takt | Speicher- interface | Speicher- bandbreite (GB/s) | 32 bit                  | 64 bit                  | Pixel (GP/s)   | Texel (GT/s)   | MGCP              | Idle              | 3D- Last          |
| --------------- | --------------- | ------------------ | --------------------- | --------------------- | --------------------- | --------------------- | --------------------- | --------------------- | --------------------- | --------------------- | --------------------- | --------------- | -------------- | ------------------- | --------------------------- | ----------------------- | ----------------------- | -------------- | -------------- | ----------------- | ----------------- | ----------------- |
| GeForce RTX     | 4060            | 29. Juni 2023      | AD107                 | 032                   | 024                   | 03072                 | 096                   | 096                   | 024                   | 1830                  | 2460                  | 08 GiB GDDR60   | 2145 MHz       | 128 Bit             | 0272                        | 15,11                   | 0,24                    | 118,1          | 0236,2         | 115 W             | 16 W              | 124 W             |
| GeForce RTX     | 4060            | Apr. 2024          | AD106                 | 048                   | 024                   | 03072                 | 096                   | 096                   | 024                   | 1830                  | 2460                  | 08 GiB GDDR60   | 2145 MHz       | 128 Bit             | 0272                        | 15,11                   | 0,24                    | 118,1          | 0236,2         | 115 W             | k. A.             | k. A.             |
| GeForce RTX     | 4060 Ti         | 24. Mai 2023       | AD106                 | 048                   | 034                   | 04352                 | 128                   | 128                   | 034                   | 2310                  | 2535                  | 08 GiB GDDR60   | 2250 MHz       | 128 Bit             | 0288                        | 22,06                   | 0,34                    | 121,7          | 0344,8         | 160 W             | 12 W              | 151 W             |
| GeForce RTX     | 4060 Ti         | Apr. 2024          | AD106                 | 048                   | 034                   | 04352                 | 128                   | 128                   | 034                   | 2310                  | 2535                  | 08 GiB GDDR60   | 2250 MHz       | 128 Bit             | 0288                        | 22,06                   | 0,34                    | 121,7          | 0344,8         | 160 W             | k. A.             | k. A.             |
| GeForce RTX     | 4060 Ti         | 18. Juli 2023      | AD106                 | 048                   | 034                   | 04352                 | 128                   | 128                   | 034                   | 2310                  | 2535                  | 16 GiB GDDR60   | 2250 MHz       | 128 Bit             | 0288                        | 22,06                   | 0,34                    | 121,7          | 0344,8         | 165 W             | 14 W              | 160 W             |
| GeForce RTX     | 4070            | 20. Aug. 2024      | AD104                 | 064                   | 046                   | 05888                 | 184                   | 184                   | 046                   | 1920                  | 2475                  | 12 GiB GDDR6X   | 2500 MHz       | 192 Bit             | 0480                        | 29,15                   | 0,46                    | 158,4          | 0455,4         | 200 W             | k. A.             | 190 W             |
| GeForce RTX     | 4070            | 13. Apr. 2023      | AD104                 | 064                   | 046                   | 05888                 | 184                   | 184                   | 046                   | 1920                  | 2475                  | 12 GiB GDDR6X   | 1313 MHz       | 192 Bit             | 0504                        | 29,15                   | 0,46                    | 158,4          | 0455,4         | 200 W             | 10 W              | 193 W             |
| GeForce RTX     | 4070            | März 2024          | AD103                 | 064                   | 046                   | 05888                 | 184                   | 184                   | 046                   | 1920                  | 2475                  | 12 GiB GDDR6X   | 1313 MHz       | 192 Bit             | 0504                        | 29,15                   | 0,46                    | 158,4          | 0455,4         | 200 W             | k. A.             | k. A.             |
| GeForce RTX     | 4070 Super      | 17. Jan. 2024      | AD104                 | 064                   | 056                   | 07168                 | 224                   | 224                   | 056                   | 1980                  | 2475                  | 12 GiB GDDR6X   | 1313 MHz       | 192 Bit             | 0504                        | 35,48                   | 0,55                    | 198,0          | 0554,4         | 220 W             | 12 W              | 221 W             |
| GeForce RTX     | 4070 Ti         | 5. Jan. 2023       | AD104                 | 080                   | 060                   | 07680                 | 240                   | 240                   | 060                   | 2310                  | 2610                  | 12 GiB GDDR6X   | 1313 MHz       | 192 Bit             | 0504                        | 40,09                   | 0,63                    | 208,8          | 0626,4         | 285 W             | 16 W              | 267 W             |
| GeForce RTX     | 4070 Ti Super   | 24. Jan. 2024      | AD103                 | 096                   | 066                   | 08448                 | 264                   | 264                   | 066                   | 2340                  | 2610                  | 16 GiB GDDR6X   | 1313 MHz       | 256 Bit             | 0672                        | 44,10                   | 0,69                    | 250,6          | 0689,0         | 285 W             | 14 W              | 277 W             |
| GeForce RTX     | 4070 Ti Super   | 10. Juni 2024      | AD102                 | 096                   | 066                   | 08448                 | 264                   | 264                   | 066                   | 2340                  | 2610                  | 16 GiB GDDR6X   | 1313 MHz       | 256 Bit             | 0672                        | 44,10                   | 0,69                    | 250,6          | 0689,0         | 285 W             | k. A.             | k. A.             |
| GeForce RTX     | 4080            | 16. Nov. 2022      | AD103                 | 112                   | 076                   | 09728                 | 304                   | 304                   | 076                   | 2205                  | 2505                  | 16 GiB GDDR6X   | 1400 MHz       | 256 Bit             | 0717                        | 48,74                   | 0,76                    | 280,6          | 0761,5         | 320 W             | 17 W              | 297 W             |
| GeForce RTX     | 4080 Super      | 31. Jan. 2024      | AD103                 | 112                   | 080                   | 10240                 | 320                   | 320                   | 080                   | 2295                  | 2550                  | 16 GiB GDDR6X   | 1438 MHz       | 256 Bit             | 0736                        | 52,22                   | 0,82                    | 285,6          | 0816,0         | 320 W             | 15 W              | 302 W             |
| GeForce RTX     | 4090D           | 28. Dez. 2023      | AD102                 | 176                   | 114                   | 14592                 | 456                   | 456                   | 114                   | 2280                  | 2520                  | 24 GiB GDDR6X   | 1313 MHz       | 384 Bit             | 1008                        | 73,54                   | 1,15                    | 443,5          | 1149,0         | 425 W             | k. A.             | 400 W             |
| GeForce RTX     | 4090            | 12. Okt. 2022      | AD102                 | 176                   | 128                   | 16384                 | 512                   | 512                   | 128                   | 2235                  | 2520                  | 24 GiB GDDR6X   | 1313 MHz       | 384 Bit             | 1008                        | 82,58                   | 1,29                    | 443,5          | 1290,0         | 450 W             | 21 W              | 418 W             |

### Notebook-Modelldaten
| Marke \| Modell | Marke \| Modell | Offizieller Launch | Grafikprozessor (GPU) | Grafikprozessor (GPU) | Grafikprozessor (GPU) | Grafikprozessor (GPU) | Grafikprozessor (GPU) | Grafikprozessor (GPU) | Grafikprozessor (GPU) | Grafikprozessor (GPU) | Grafikprozessor (GPU) | Grafikspeicher  | Grafikspeicher | Grafikspeicher      | Grafikspeicher              | Leistungsdaten          | Leistungsdaten          | Leistungsdaten | Leistungsdaten | MGCP  |
| Marke \| Modell | Marke \| Modell | Offizieller Launch | Typ                   | Aktive Einheiten      | Aktive Einheiten      | Aktive Einheiten      | Aktive Einheiten      | Aktive Einheiten      | Aktive Einheiten      | Chiptakt              | Chiptakt              | Speicher- größe | Speicher- takt | Speicher- interface | Speicher- bandbreite (GB/s) | Rechenleistung (TFlops) | Rechenleistung (TFlops) | Füllrate       | Füllrate       | MGCP  |
| Marke \| Modell | Marke \| Modell | Offizieller Launch | Typ                   | ROPs                  | SM                    | ALUs                  | Textur- einheiten     | Tensor- kerne         | RT- Kerne             | Basis (MHz)           | Boost (MHz)           | Speicher- größe | Speicher- takt | Speicher- interface | Speicher- bandbreite (GB/s) | Rechenleistung (TFlops) | Rechenleistung (TFlops) | Pixel (GP/s)   | Texel (GT/s)   | MGCP  |
| Marke \| Modell | Marke \| Modell | Offizieller Launch | Typ                   | ROPs                  | SM                    | ALUs                  | Textur- einheiten     | Tensor- kerne         | RT- Kerne             | Basis (MHz)           | Boost (MHz)           | Speicher- größe | Speicher- takt | Speicher- interface | Speicher- bandbreite (GB/s) | 32 bit                  | 64 bit                  | Pixel (GP/s)   | Texel (GT/s)   | MGCP  |
| --------------- | --------------- | ------------------ | --------------------- | --------------------- | --------------------- | --------------------- | --------------------- | --------------------- | --------------------- | --------------------- | --------------------- | --------------- | -------------- | ------------------- | --------------------------- | ----------------------- | ----------------------- | -------------- | -------------- | ----- |
| GeForce RTX     | 4050 Mobile     | 22. Feb. 2023      | AD107                 | 024                   | 20                    | 2560                  | 080                   | 080                   | 20                    | 1455                  | 1755                  | 06 GiB GDDR6    | 2000 MHz       | 096 Bit             | 192                         | 08,99                   | 0,14                    | 084,2          | 140,4          | 115 W |
| GeForce RTX     | 4060 Mobile     | 22. Feb. 2023      | AD107                 | 032                   | 24                    | 3072                  | 096                   | 096                   | 24                    | 1545                  | 1890                  | 08 GiB GDDR6    | 2000 MHz       | 128 Bit             | 256                         | 11,61                   | 0,18                    | 090,7          | 181,4          | 115 W |
| GeForce RTX     | 4070 Mobile     | 22. Feb. 2023      | AD106                 | 064                   | 36                    | 4608                  | 144                   | 144                   | 36                    | 1395                  | 1695                  | 08 GiB GDDR6    | 2000 MHz       | 128 Bit             | 256                         | 15,62                   | 0,24                    | 081,4          | 244,1          | 115 W |
| GeForce RTX     | 4080 Mobile     | 7. Feb. 2023       | AD104                 | 080                   | 58                    | 7424                  | 232                   | 232                   | 58                    | 1290                  | 1665                  | 12 GiB GDDR6    | 2250 MHz       | 192 Bit             | 432                         | 24,72                   | 0,39                    | 133,2          | 386,3          | 150 W |
| GeForce RTX     | 4090 Mobile     | 7. Feb. 2023       | AD103                 | 112                   | 76                    | 9728                  | 304                   | 304                   | 76                    | 1335                  | 1695                  | 16 GiB GDDR6    | 2250 MHz       | 256 Bit             | 576                         | 32,98                   | 0,52                    | 189,8          | 515,3          | 150 W |

| Marke \| Modell | Marke \| Modell | Offizieller Launch | Grafikprozessor (GPU) | Grafikprozessor (GPU) | Grafikprozessor (GPU) | Grafikprozessor (GPU) | Grafikprozessor (GPU) | Grafikprozessor (GPU) | Grafikprozessor (GPU) | Grafikprozessor (GPU) | Grafikprozessor (GPU) | Grafikspeicher  | Grafikspeicher | Grafikspeicher      | Grafikspeicher              | Leistungsdaten          | Leistungsdaten          | Leistungsdaten | Leistungsdaten | MGCP |
| Marke \| Modell | Marke \| Modell | Offizieller Launch | Typ                   | Aktive Einheiten      | Aktive Einheiten      | Aktive Einheiten      | Aktive Einheiten      | Aktive Einheiten      | Aktive Einheiten      | Chiptakt              | Chiptakt              | Speicher- größe | Speicher- takt | Speicher- interface | Speicher- bandbreite (GB/s) | Rechenleistung (TFlops) | Rechenleistung (TFlops) | Füllrate       | Füllrate       | MGCP |
| Marke \| Modell | Marke \| Modell | Offizieller Launch | Typ                   | ROPs                  | SM                    | ALUs                  | Textur- einheiten     | Tensor- kerne         | RT- Kerne             | Basis (MHz)           | Boost (MHz)           | Speicher- größe | Speicher- takt | Speicher- interface | Speicher- bandbreite (GB/s) | Rechenleistung (TFlops) | Rechenleistung (TFlops) | Pixel (GP/s)   | Texel (GT/s)   | MGCP |
| Marke \| Modell | Marke \| Modell | Offizieller Launch | Typ                   | ROPs                  | SM                    | ALUs                  | Textur- einheiten     | Tensor- kerne         | RT- Kerne             | Basis (MHz)           | Boost (MHz)           | Speicher- größe | Speicher- takt | Speicher- interface | Speicher- bandbreite (GB/s) | 32 bit                  | 64 bit                  | Pixel (GP/s)   | Texel (GT/s)   | MGCP |
| --------------- | --------------- | ------------------ | --------------------- | --------------------- | --------------------- | --------------------- | --------------------- | --------------------- | --------------------- | --------------------- | --------------------- | --------------- | -------------- | ------------------- | --------------------------- | ----------------------- | ----------------------- | -------------- | -------------- | ---- |
| GeForce RTX     | 4050 Max-Q      | 22. Feb. 2023      | AD107                 | 048                   | 20                    | 2560                  | 080                   | 080                   | 20                    | 1140                  | 1605                  | 06 GiB GDDR6    | 2000 MHz       | 096 Bit             | 192                         | 08,22                   | 0,13                    | 077,0          | 128,4          | 35 W |
| GeForce RTX     | 4060 Max-Q      | 22. Feb. 2023      | AD107                 | 048                   | 24                    | 3072                  | 096                   | 096                   | 24                    | 1140                  | 1470                  | 08 GiB GDDR6    | 2000 MHz       | 128 Bit             | 256                         | 09,03                   | 0,14                    | 070,6          | 141,1          | 35 W |
| GeForce RTX     | 4070 Max-Q      | 22. Feb. 2023      | AD106                 | 048                   | 36                    | 4608                  | 144                   | 144                   | 36                    | 0735                  | 1230                  | 08 GiB GDDR6    | 2000 MHz       | 128 Bit             | 256                         | 11,34                   | 0,18                    | 059,0          | 177,1          | 35 W |
| GeForce RTX     | 4080 Max-Q      | 7. Feb. 2023       | AD104                 | 080                   | 58                    | 7424                  | 232                   | 232                   | 58                    | 0795                  | 1350                  | 12 GiB GDDR6    | 2250 MHz       | 192 Bit             | 432                         | 20,04                   | 0,31                    | 108,0          | 313,2          | 60 W |
| GeForce RTX     | 4090 Max-Q      | 7. Feb. 2023       | AD103                 | 112                   | 76                    | 9728                  | 304                   | 304                   | 76                    | 0930                  | 1455                  | 16 GiB GDDR6    | 2250 MHz       | 256 Bit             | 576                         | 28,31                   | 0,44                    | 163,0          | 442,3          | 80 W |

## Rezeption

### RTX 4090
Der große Leistungssprung der RTX 4090 wurde in der Fachpresse positiv bewertet, da dieser bei vorherigen Generationen mit 30 % bis 40 % deutlich geringer ausfiel. Kritisch wurden das hoch angesetzte Power Target von 450 W sowie der neue 12VHPWR-Stecker bewertet. Sie wurde von der Fachpresse häufig als erste Grafikkarte bezeichnet, die aktuelle Spiele in 8K-Auflösung bzw. in 4K-Auflösung mit aktiviertem Raytracing flüssig darstellen kann.
Die PC-Welt bezeichnete die RTX 4090 als „Machbarkeitsstudie“, mit „welcher Nvidia demonstrieren will, was vom technologischen Standpunkt aus derzeit möglich ist.“ Sie habe „es nicht als Ziel, die breite Masse ansprechen, sondern ein kleines ausgewähltes Publikum, welches maximale Rechenleistung benötigt“, weshalb die unverbindliche Preisempfehlung in Europa von etwa 2000 € zur Veröffentlichung „tatsächlich nicht zu hoch gegriffen“ sei.
Laut USA Today erreicht die RTX 4090 „[...] so hohe Bildwiederholraten, dass es eine Verschwendung wäre, etwas anderes als einen 4K-Monitor [mit ihr] zu verwenden, insbesondere einen mit einer Bildwiederholrate unter 144 Hz.“ Sie eigne sich dank ihrer Leistung und ihres großen Grafikspeichers außerdem für kreative Anwender im Bereich 3D-Rendering sowie 4K- und 8K Videobearbeitung.

### RTX 4080
Die RTX 4080 wurde für ihre hohe Rasterungs- und Raytracing-Leistung, den großen Grafikspeicher, die niedrigen Betriebstemperaturen, die Energieeffizienz und den AV1-Support gelobt.